# 124.ª Brigada Mixta (Ejército Popular de la República)
La 124.ª Brigada Mixta fue una unidad del Ejército Popular de la República que participó en la Guerra Civil Española. Perteneciente a la 27.ª División, tuvo un papel relevante durante la contienda.

## Historial

### Frente de Aragón
La 124,ª BM fue creada en mayo de 1937 a partir del 3.er Regimiento de la antigua división «Carlos Marx», que a su vez fue renombrada como 27.ª División y que quedó encuadrada el XI Cuerpo de Ejército.  Su primer comandante fue el teniente coronel de la Guardia Civil Alfredo Semprún Ramos, que un mes después sería sucedido por el mayor de milicias José del Barrio Navarro. Poco después de su creación, la brigada participó en la ofensiva de Huesca. Durante la ofensiva de Zaragoza pasó a formar parte de la llamada «Agrupación A», mandada el mayor de milicias Manuel Trueba. En colaboración con la 123.ª BM, ambas unidades intentaron conquistar la localidad de Zuera, pero el intento fracasó sin poder lograrse. Posteriormente intervendría en la Batalla de Fuentes de Ebro, entre el 9 y el 11 de octubre.
El 1 de enero de 1938 la 27.ª División fue enviada al Frente de Teruel para apoyar a las fuerzas republicanas que combatían en ese sector. Para entonces el jefe de la brigada, Del Barrio, ya estaba al mando de la división y había sido sustituido por el mayor de milicias Ramón Soliva Vidal. A finales de enero la brigada participó en un sangriento contraataque en el sector comprendido entre Singra y la posición de «Los Cabezos», actuación por la cual fue felicitada —junto a las otras brigadas de la división—. Sin embargo, en febrero intervino en la Batalla del Alfambra y durante los siguientes combates la unidad quedó muy quebrantada, llegando a quedar copada en Sierra Palomera.
Cuando se produjo la gran Ofensiva franquista de Aragón, la 124.ª BM se hallaba situada cerca de Utrillas, y a consecuencia del potete ataque enemigo hubo de ceder terreno a partir del 9 de marzo. A partir del día 15 hubo de replegarse nuevamente ante la amenaza enemiga. El 24 de marzo fue enviada al frente de Lérida, aunque el 3 de abril hubo de abandonar la ciudad y retirarse al otro lado del río Segre, cerca de Ibars de Urgel.

### Combates en Cataluña
La brigada intervino de forma señalada durante la Batalla del Ebro. 
El 6 de agosto fue enviada a cubrir el sector de Villalba de los Arcos, donde sostuvo fuertes combates contra las fuerzas enemigas, logrando ocupar las cotas 441 y 448. Sin embargo, la presión enemiga pronto se hizo sentir. A finales de agosto la 124.ª BM fue llamada para taponar urgentemente una ruptura enemiga en el Vértice Gaeta, pero el 23 de agosto perdió sus posiciones en el camino de Comasots, a pesar de que se trataba de una posición muy fortificada con trincheras y nidos de ametralladoras. El 3 de septiembre quedó totalmente deshecha mientras defendía La Venta de Camposines de los ataques franquistas, y el día  14 hubo de abandonar el Frente del Ebro, retirándose a la retaguardia. Los combates fueron de tal intensidad que el comandante de la brigada resultó herido y hubo de ser sustituido.
La 124.ª Brigada Mixta no fue disuelta, pero quedó muy maltrecha y no volvió a ser utilizada en nuevas operaciones militares.

## Mandos
Comandantes
- Teniente coronel de la GNR Alfredo Semprún Ramos;[7]
- Mayor de milicias José del Barrio Navarro;
- Mayor de milicias Ramón Soliva Vidal;[8]
- Mayor de milicias Enrique Caballol Masfarné;

Comisarios
- Millán Muñoz Galache, del PSUC;[9]